# Coupe d'Europe de rugby à XV 2002-2003
Navigation
H-Cup 2001-2002 H-Cup 2003-2004
La Coupe d'Europe de rugby 2002-2003 réunit des équipes irlandaises, italiennes, écossaises, anglaises, galloises et françaises. Les formations s'affrontent dans une première phase de poules, puis par élimination directe. 
En  poules, deux points sont accordés pour une victoire, un pour un nul et rien pour une défaite. Les premières de chaque poule sont qualifiées pour les quarts de finale, ainsi que les deux meilleures deuxièmes.
Cette huitième édition est dominée par les Français et les Irlandais avec deux duels franco-irlandais en demi-finales. L'avantage revient aux Français puisque l'USA Perpignan domine le Leinster et retrouve en finale le Stade toulousain qui a battu le Munster, prenant au passage sa revanche de la demi-finale perdue en 2000. La finale 100 % française a lieu le 24 mai 2003 à Lansdowne Road, Dublin, et voit un duel serré entre les deux clubs qui ont chacun leur mi-temps. Le Stade toulousain remporte le match et par conséquent son deuxième trophée, rejoignant ainsi les Leicester Tigers dans le club fermé des doubles champions d'Europe.

## Première phase

### Notations
Signification des abréviations :
| - Pts : points de classement - J : matchs joués - V : nombre de victoires - N : nombre de matchs nuls - D : nombre de défaites | - EM : nombre d'essais marqués - EE : nombre d'essais encaissés - PM : nombre de points marqués - PE : nombre de points encaissés - Δ : différence de points |

### Poule 1
| Équipe           | Pays           |
| ---------------- | -------------- |
| Leicester Tigers | Angleterre     |
| AS Béziers       | France         |
| Neath RFC        | Pays de Galles |
| Rugby Calvisano  | Italie         |

| Équipe           | Pts | J | V | N | D | EM | EE | PM  | PE  | Δ    |
| ---------------- | --- | - | - | - | - | -- | -- | --- | --- | ---- |
| Leicester Tigers | 11  | 6 | 5 | 1 | 0 | 31 | 6  | 232 | 71  | +161 |
| Neath RFC        | 5   | 6 | 2 | 1 | 3 | 18 | 12 | 151 | 139 | +12  |
| AS Béziers       | 4   | 6 | 2 | 0 | 4 | 8  | 15 | 109 | 151 | -42  |
| Rugby Calvisano  | 4   | 6 | 2 | 0 | 4 | 10 | 34 | 105 | 236 | -131 |

| Date        | Lieu                              | Équipe           | Score | Adversaire       |
| ----------- | --------------------------------- | ---------------- | ----- | ---------------- |
| 11 octobre  | The Gnoll, Neath                  | Neath RFC        | 16-16 | Leicester Tigers |
| 12 octobre  | San Michele, Calvisano            | Rugby Calvisano  | 16-32 | AS Béziers       |
| 19 octobre  | Welford Road, Leicester           | Leicester Tigers | 63-0  | Rugby Calvisano  |
| 19 octobre  | Stade de la Méditerranée, Béziers | AS Béziers       | 21-16 | Neath RFC        |
| 7 décembre  | San Michele, Calvisano            | Rugby Calvisano  | 38-29 | Neath RFC        |
| 8 décembre  | Stade de la Méditerranée, Béziers | AS Béziers       | 8-24  | Leicester Tigers |
| 14 décembre | The Gnoll, Neath                  | Neath RFC        | 56-10 | Rugby Calvisano  |
| 14 décembre | Welford Road, Leicester           | Leicester Tigers | 53-10 | AS Béziers       |
| 11 janvier  | San Michele, Calvisano            | Rugby Calvisano  | 22-40 | Leicester Tigers |
| 13 janvier  | The Gnoll, Neath                  | Neath RFC        | 23-18 | AS Béziers       |
| 18 janvier  | Welford Road, Leicester           | Leicester Tigers | 36-11 | Neath RFC        |
| 18 janvier  | Stade de la Méditerranée, Béziers | AS Béziers       | 16-19 | Rugby Calvisano  |

### Poule 2
| Équipe         | Pays       |
| -------------- | ---------- |
| Gloucester RFC | Angleterre |
| USA Perpignan  | France     |
| Munster        | Irlande    |
| Rugby Viadana  | Italie     |

| Équipe         | Pts | J | V | N | D | EM | EE | PM  | PE  | Δ    |
| -------------- | --- | - | - | - | - | -- | -- | --- | --- | ---- |
| USA Perpignan  | 8   | 6 | 4 | 0 | 2 | 23 | 16 | 176 | 156 | +20  |
| Munster        | 8   | 6 | 4 | 0 | 2 | 27 | 14 | 206 | 107 | +99  |
| Gloucester RFC | 8   | 6 | 4 | 0 | 2 | 31 | 14 | 241 | 140 | +101 |
| Rugby Viadana  | 0   | 6 | 0 | 0 | 6 | 15 | 52 | 128 | 348 | -220 |

| Date        | Lieu                             | Équipe         | Score | Adversaire     |
| ----------- | -------------------------------- | -------------- | ----- | -------------- |
| 12 octobre  | Kingsholm, Gloucester            | Gloucester RFC | 35-16 | Munster        |
| 12 octobre  | Aimé-Giral, Perpignan            | USA Perpignan  | 46-27 | Rugby Viadana  |
| 18 octobre  | Stadio Luigi Zaffanella, Viadana | Rugby Viadana  | 28-80 | Gloucester RFC |
| 19 octobre  | Thomond Park, Limerick           | Munster        | 30-21 | USA Perpignan  |
| 6 décembre  | Musgrave Park, Cork              | Munster        | 64-0  | Rugby Viadana  |
| 8 décembre  | Kingsholm, Gloucester            | Gloucester RFC | 33-16 | USA Perpignan  |
| 14 décembre | Aimé-Giral, Perpignan            | USA Perpignan  | 31-23 | Gloucester RFC |
| 14 décembre | Stadio Luigi Zaffanella, Viadana | Rugby Viadana  | 22-55 | Munster        |
| 11 janvier  | Kingsholm, Gloucester            | Gloucester RFC | 64-16 | Rugby Viadana  |
| 11 janvier  | Aimé-Giral, Perpignan            | USA Perpignan  | 23-8  | Munster        |
| 18 janvier  | Thomond Park, Limerick           | Munster        | 33-6  | Gloucester RFC |
| 18 janvier  | Stadio Luigi Zaffanella, Viadana | Rugby Viadana  | 35-39 | USA Perpignan  |

### Poule 3
| Équipe              | Pays           |
| ------------------- | -------------- |
| Sale Sharks         | Angleterre     |
| CS Bourgoin-Jallieu | France         |
| Llanelli RFC        | Pays de Galles |
| Glasgow Rugby       | Écosse         |

| Équipe              | Pts | J | V | N | D | EM | EE | PM  | PE  | Δ   |
| ------------------- | --- | - | - | - | - | -- | -- | --- | --- | --- |
| Llanelli RFC        | 10  | 6 | 5 | 0 | 1 | 22 | 16 | 201 | 130 | +71 |
| CS Bourgoin-Jallieu | 8   | 6 | 4 | 0 | 2 | 21 | 14 | 190 | 142 | +48 |
| Glasgow Rugby       | 4   | 6 | 2 | 0 | 4 | 9  | 23 | 86  | 185 | -99 |
| Sale Sharks         | 2   | 6 | 1 | 0 | 5 | 16 | 15 | 123 | 143 | -20 |

| Date        | Lieu                           | Équipe              | Score | Adversaire          |
| ----------- | ------------------------------ | ------------------- | ----- | ------------------- |
| 11 octobre  | Heywood Road, Heywood          | Sale Sharks         | 18-24 | CS Bourgoin-Jallieu |
| 12 octobre  | Stradey Park, Llanelli         | Llanelli RFC        | 45-15 | Glasgow Rugby       |
| 18 octobre  | Pierre-Rajon, Bourgoin-Jallieu | CS Bourgoin-Jallieu | 54-38 | Llanelli RFC        |
| 18 octobre  | Hughenden, Glasgow             | Glasgow Rugby       | 26-14 | Sale Sharks         |
| 6 décembre  | Heywood Road, Heywood          | Sale Sharks         | 19-30 | Llanelli RFC        |
| 8 décembre  | Pierre-Rajon, Bourgoin-Jallieu | CS Bourgoin-Jallieu | 35-21 | Glasgow Rugby       |
| 13 décembre | Hughenden, Glasgow             | Glasgow Rugby       | 13-12 | CS Bourgoin-Jallieu |
| 13 décembre | Stradey Park, Llanelli         | Llanelli RFC        | 17-12 | Sale Sharks         |
| 10 janvier  | Stradey Park, Llanelli         | Llanelli RFC        | 37-22 | CS Bourgoin-Jallieu |
| 10 janvier  | Heywood Road, Heywood          | Sale Sharks         | 45-3  | Glasgow Rugby       |
| 17 janvier  | Hughenden, Glasgow             | Glasgow Rugby       | 8-34  | Llanelli RFC        |
| 18 janvier  | Pierre-Rajon, Bourgoin-Jallieu | CS Bourgoin-Jallieu | 43-15 | Sale Sharks         |

### Poule 4
| Équipe          | Pays           |
| --------------- | -------------- |
| Bristol Shoguns | Angleterre     |
| ASM Clermont    | France         |
| Swansea RFC     | Pays de Galles |
| Leinster        | Irlande        |

| Équipe          | Pts | J | V | N | D | EM | EE | PM  | PE  | Δ    |
| --------------- | --- | - | - | - | - | -- | -- | --- | --- | ---- |
| Leinster        | 12  | 6 | 6 | 0 | 0 | 22 | 7  | 188 | 93  | +95  |
| Bristol Shoguns | 6   | 6 | 3 | 0 | 3 | 15 | 17 | 149 | 144 | +5   |
| AS Montferrand  | 4   | 6 | 2 | 0 | 4 | 15 | 8  | 141 | 120 | +21  |
| Swansea RFC     | 2   | 6 | 1 | 0 | 5 | 8  | 28 | 109 | 230 | -121 |

| Date        | Lieu                              | Équipe          | Score | Adversaire      |
| ----------- | --------------------------------- | --------------- | ----- | --------------- |
| 11 octobre  | Donnybrook, Dublin                | Leinster        | 29-23 | Bristol Shoguns |
| 12 octobre  | Marcel-Michelin, Clermont-Ferrand | AS Montferrand  | 47-12 | Swansea RFC     |
| 19 octobre  | Memorial Ground, Bristol          | Bristol Shoguns | 24-19 | AS Montferrand  |
| 19 octobre  | St Helens, Swansea                | Swansea RFC     | 10-51 | Leinster        |
| 7 décembre  | St Helens, Swansea                | Swansea RFC     | 26-19 | Bristol Shoguns |
| 7 décembre  | Marcel-Michelin, Clermont-Ferrand | AS Montferrand  | 20-23 | Leinster        |
| 13 décembre | Donnybrook, Dublin                | Leinster        | 12-9  | AS Montferrand  |
| 15 décembre | Memorial Ground, Bristol          | Bristol Shoguns | 41-23 | Swansea RFC     |
| 10 janvier  | Donnybrook, Dublin                | Leinster        | 48-19 | Swansea RFC     |
| 12 janvier  | Marcel-Michelin, Clermont-Ferrand | AS Montferrand  | 22-30 | Bristol Shoguns |
| 18 janvier  | St Helens, Swansea                | Swansea RFC     | 18-24 | AS Montferrand  |
| 19 janvier  | Memorial Ground, Bristol          | Bristol Shoguns | 12-25 | Leinster        |

### Poule 5
| Équipe           | Pays           |
| ---------------- | -------------- |
| London Irish     | Angleterre     |
| Stade toulousain | France         |
| Newport RFC      | Pays de Galles |
| Edinburgh Rugby  | Écosse         |

| Équipe           | Pts | J | V | N | D | EM | EE | PM  | PE  | Δ    |
| ---------------- | --- | - | - | - | - | -- | -- | --- | --- | ---- |
| Stade toulousain | 10  | 6 | 5 | 0 | 1 | 29 | 9  | 241 | 118 | +123 |
| London Irish     | 6   | 6 | 3 | 0 | 3 | 12 | 13 | 158 | 118 | +40  |
| Edinburgh Rugby  | 4   | 6 | 2 | 0 | 4 | 15 | 19 | 125 | 188 | -63  |
| Newport RFC      | 4   | 6 | 2 | 0 | 4 | 11 | 26 | 117 | 217 | -100 |

| Date        | Lieu                      | Équipe           | Score | Adversaire       |
| ----------- | ------------------------- | ---------------- | ----- | ---------------- |
| 11 octobre  | Meadowbank, Édimbourg     | Edinburgh Rugby  | 27-17 | Newport RFC      |
| 12 octobre  | Ernest-Wallon, Toulouse   | Stade toulousain | 28-23 | London Irish     |
| 18 octobre  | Rodney Parade, Newport    | Newport RFC      | 19-34 | Stade toulousain |
| 20 octobre  | Madejski Stadium, Londres | London Irish     | 24-8  | Edinburgh Rugby  |
| 6 décembre  | Meadowbank, Édimbourg     | Edinburgh Rugby  | 9-30  | Stade toulousain |
| 7 décembre  | Rodney Parade, Newport    | Newport RFC      | 16-12 | London Irish     |
| 14 décembre | Ernest-Wallon, Toulouse   | Stade toulousain | 50-17 | Edinburgh Rugby  |
| 15 décembre | Madejski Stadium, Londres | London Irish     | 42-5  | Newport RFC      |
| 10 janvier  | Meadowbank, Édimbourg     | Edinburgh Rugby  | 32-25 | London Irish     |
| 11 janvier  | Ernest-Wallon, Toulouse   | Stade toulousain | 70-18 | Newport RFC      |
| 18 janvier  | Rodney Parade, Newport    | Newport RFC      | 42-32 | Edinburgh Rugby  |
| 19 janvier  | Madejski Stadium, Londres | London Irish     | 32-29 | Stade toulousain |

### Poule 6
| Équipe             | Pays           |
| ------------------ | -------------- |
| Northampton Saints | Angleterre     |
| Biarritz olympique | France         |
| Cardiff RFC        | Pays de Galles |
| Ulster             | Irlande        |

| Équipe             | Pts | J | V | N | D | EM | EE | PM  | PE  | Δ    |
| ------------------ | --- | - | - | - | - | -- | -- | --- | --- | ---- |
| Northampton Saints | 8   | 6 | 4 | 0 | 2 | 14 | 5  | 138 | 73  | +65  |
| Biarritz olympique | 8   | 6 | 4 | 0 | 2 | 21 | 10 | 172 | 110 | +62  |
| Ulster             | 8   | 6 | 4 | 0 | 2 | 8  | 8  | 116 | 106 | +10  |
| Cardiff RFC        | 0   | 6 | 0 | 0 | 6 | 6  | 26 | 78  | 215 | -137 |

| Date        | Lieu                           | Équipe             | Score | Adversaire         |
| ----------- | ------------------------------ | ------------------ | ----- | ------------------ |
| 12 octobre  | Arms Park, Cardiff             | Cardiff RFC        | 15-26 | Biarritz olympique |
| 13 octobre  | Franklins Gardens, Northampton | Northampton Saints | 32-9  | Ulster             |
| 18 octobre  | Ravenhill, Belfast             | Ulster             | 25-6  | Cardiff RFC        |
| 19 octobre  | Aguiléra, Biarritz             | Biarritz olympique | 23-20 | Northampton Saints |
| 6 décembre  | Ravenhill, Belfast             | Ulster             | 13-9  | Biarritz olympique |
| 7 décembre  | Franklins Gardens, Northampton | Northampton Saints | 25-11 | Cardiff RFC        |
| 14 décembre | Aguiléra, Biarritz             | Biarritz olympique | 25-20 | Ulster             |
| 15 décembre | Arms Park, Cardiff             | Cardiff RFC        | 0-31  | Northampton Saints |
| 11 janvier  | Arms Park, Cardiff             | Cardiff RFC        | 21-33 | Ulster             |
| 11 janvier  | Franklins Gardens, Northampton | Northampton Saints | 17-14 | Biarritz olympique |
| 17 janvier  | Ravenhill, Belfast             | Ulster             | 16-13 | Northampton Saints |
| 18 janvier  | Aguiléra, Biarritz             | Biarritz olympique | 75-25 | Cardiff RFC        |

## Quarts de finale
| Date     | Lieu                    | Équipe           | Score   | Adversaire         |
| -------- | ----------------------- | ---------------- | ------- | ------------------ |
| 12 avril | Stadium, Toulouse       | Stade toulousain | 32 - 16 | Northampton Saints |
| 12 avril | Lansdowne Road, Dublin  | Leinster         | 18 - 13 | Biarritz olympique |
| 13 avril | Welford Road, Leicester | Leicester Tigers | 7 - 20  | Munster            |
| 16 avril | Stradey Park, Llanelli  | Llanelli RFC     | 19 - 26 | USA Perpignan      |

## Demi-finales
| Date     | Lieu                   | Équipe           | Score   | Adversaire    |
| -------- | ---------------------- | ---------------- | ------- | ------------- |
| 26 avril | Stadium, Toulouse      | Stade toulousain | 13 - 12 | Munster       |
| 27 avril | Lansdowne Road, Dublin | Leinster         | 14 - 21 | USA Perpignan |

## Finale
| Équipes                 | USA Perpignan - Stade toulousain |
| Score                   | 17 - 22 (mt 0-19) |
| Date                    | 24 mai 2003 |
| Stade                   | Lansdowne Road à Dublin |
| Spectateurs             | 28 600 |
| Arbitre                 | Chris White puis Tony Spreadbury (12e) |
| Composition des équipes | |
| USA Perpignan           | Titulaires : 15 Jean-Marc Souverbie, 14 Pascal Bomati, 13 Pascal Giordani, 12 Christophe Manas, 11 Frédéric Cermeno, 10 Manuel Edmonds, 9 Ludovic Loustau, 8 Phil Murphy puis Lionel Mallier (66e), 7 Grégory Le Corvec, 6 Bernard Goutta (cap.), 5 Jérôme Thion, 4 Rimas Alvarez-Kairelis, 3 Nicolas Mas puis Stéphane de Bésombes (61e), 2 Michel Konieck puis Marc Dal Maso (59e), 1 Renaud Peillard Remplaçants : 16 Marc Dal Maso, 17 Stéphane de Bésombes, 18 Lionel Mallier, 19 Christophe Porcu, 20 Jacques Basset, 21 Nicolas Laharrague, 22 David Marty |
| Stade toulousain        | Titulaires : 15 Clément Poitrenaud, 14 Émile Ntamack, 13 Xavier Garbajosa, 12 Yannick Jauzion, 11 Vincent Clerc, 10 Yann Delaigue, 9 Frédéric Michalak, 8 Christian Labit, 7 Jean Bouilhou, 6 Trevor Brennan puis Finau Maka (68e), 5 Fabien Pelous (cap.), 4 David Gerard, 3 Jean-Baptiste Poux puis Cédric Soulette (74e), 2 Yannick Bru puis William Servat (14e), 1 Benoit Lecouls, Remplaçants : 16 William Servat, 17 Cédric Soulette, 18 Finau Maka, 19 Grégory Lamboley, 20 Sylvain Dupuy, 21 Cédric Heymans, 22 Cédric Desbrosse                         |
| Points marqués          | |
| USA Perpignan           | 1 essai de Pascal Bomati (80e+4) et 4 pénalités de Manuel Edmonds (44e, 51e, 58e, 70e), |
| Stade toulousain        | 1 essai de Vincent Clerc (32e), 1 transformation de Yann Delaigue (32e) et 5 pénalités de Yann Delaigue (2e, 15e, 27e, 40e, 80e+1) |
| Évolution du score      | 0-3, 0-6, 0-9, 0-16, 0-19, mt, 3-19, 6-19, 9-19, 12-19, 12-22, 17-22 |